# Datu Abdullah Sangki
Datu Abdullah Sangki est une localité de la province de Maguindanao, aux Philippines. En 2015, elle compte 23 878 habitants.